# Yoshikawa (Merkurkrater)
| Yoshikawa                                                                               | Yoshikawa      |
| --------------------------------------------------------------------------------------- | -------------- |
| Der Merkurkrater Yoshikawa am 19. Juli 2011, aufgenommen durch die Raumsonde MESSENGER. |                |
| Eigenschaften                                                                           |                |
| Breite                                                                                  | 81,21° N       |
| Länge                                                                                   | 253,97° O      |
| Durchmesser                                                                             | 30 km          |
| Tiefe                                                                                   | unbekannt      |
| Eponym                                                                                  | Yoshikawa Eiji |

Yoshikawa ist ein Einschlagkrater auf dem Planeten Merkur. Der relative dünne Kraterrand und die gut erhaltenen Sekundärkrater in der Nähe deuten darauf hin, dass es sich um einen eher jungen Krater handelt.
Er befindet sich im so genannten Borealis Quadrangle, das den Nordpol des Merkur bis zu 65° N umschließt, und hat einen mittleren Durchmesser von 30 Kilometern. Der nächstliegende Krater mit Eigennamen ist der nur wenige Kilometer nördlich gelegene 26,61 Kilometer durchmessende Krater Vonnegut.
Am 6. August 2012 wurde er nach dem japanischen Schriftsteller Yoshikawa Eiji (1892–1962) benannt. Der Asteroid (5237) Yoshikawa hingegen war 1992 nach dem Grundstückseigentümer Yoshikawa Katsunori (* 1942) benannt worden.